# Хребет Беш-Тепе
Бєш-Тепє́ (крим. Beş Töpe) — гірський хребет в Сімферопольському районі АРК, належить до Кримських гір.
Назва з кримськотатарської мови, перекладається як «П'ять пагорбів», від beş — п'ять, та töpe — пагорб. Такий пейзаж підіймається над Сімферопольською улоговиною з півдня, між Ялтинською трасою та дорогою на Саблу (Партизанське).
Хребет містить гори (з південного заходу на північний схід):
- Каялар
- Юварлак-Гюзель-Даг
- Чумак-Кари
- Джєнакай-Кир із двома південними вершинами — Алім-Коба та Сари-Балчик.[2]